# Games as a Service
Games as a Service (englisch; kurz GaaS) bezeichnet ein Umsatzmodell, bei dem in einem Videospiel fortlaufend neue Spielinhalte bereitgestellt werden, ähnlich wie bei Software as a Service, und so der Wiederspielwert und die Langzeitmotivation gesteigert werden soll. Games as a Service sind Methoden, Videospiele entweder nach dem Erstverkauf zu monetarisieren oder ein Free-to-play-Modell zu unterstützen. Spiele, die nach dem GaaS-Modell veröffentlicht werden, erhalten in der Regel im Laufe der Zeit einen langen oder unbestimmten Strom von monetarisierten neuen Inhalten, um die Spieler zu ermutigen, weiterhin zu bezahlen, um das Spiel zu unterstützen. Dies führt oft dazu, dass Spiele, die nach einem GaaS-Modell funktionieren, als „lebende Spiele“ oder „Live-Spiele“ bezeichnet werden, da sie sich mit diesen Updates ständig ändern.

## Geschichte und Formen
Die Idee von Games as a Service begann mit der Markteinführung von Massively Multiplayer Online Games (MMOGs oder MMOs) wie World of Warcraft, bei denen das Abonnementmodell des Spiels dem Entwickler und Publisher kontinuierliche Umsätze bei der Erstellung neuer Inhalte sicherte. Ein wesentlicher Einfluss auf die Nutzung von GaaS war die Ausweitung des Mobile Gaming, das oft ein soziales Element beinhaltet, wie z. B. der Wettbewerb mit Freunden und mit Spielern, die sich in GaaS einkaufen wollen, um weiterhin mit Freunden zu spielen. Der chinesische Konzern Tencent war eines der ersten Unternehmen, das sich in den Jahren 2007 und 2008 darauf einließ und mehrere verschiedene Möglichkeiten zur Monetarisierung seiner Produkte als Dienstleistung für chinesische Spieler etablierte, und ist seither der weltweit größte Anbieter von Videospielen, gemessen am Umsatz.
Einige Beispiele für die Formen von GaaS sind:

### Spielabonnements
Viele Massively Multiplayer Online Games (MMOs) verwenden monatliche Abonnementmodelle. Die Einnahmen aus diesen Abonnements zahlen für die Computerserver, die zum Ausführen des Spiels verwendet werden, die Personen, die das Spiel täglich verwalten und überwachen, und die Einführung neuer Inhalte in das Spiel. Mehrere MMOs bieten eine erste Probezeit an, die es den Spielern ermöglicht, das Spiel für eine begrenzte Zeit auszuprobieren oder bis ihr Charakter eine Erfahrungsgrenze erreicht hat, nach der sie für die Fortsetzung des Spiels bezahlen müssen.

### Abonnement-Services für Spiele
Abonnement-Services wie EA Play, Uplay+ und Xbox Game Pass gewähren den Abonnenten vollständigen Zugriff auf eine große Bibliothek von Spielen, die digital und ohne Einschränkungen angeboten werden. Der Benutzer muss diese Spiele auf seinen lokalen Computer oder seine Konsole herunterladen, um sie zu spielen. Für das Spielen dieser Spiele müssen die Benutzer jedoch weiterhin abonniert bleiben; die Spiele sind durch eine digitale Rechteverwaltung geschützt, die ein aktives Konto erfordert. Neue Spiele werden in der Regel dem Dienst hinzugefügt, und in einigen Fällen können Spiele den Dienst verlassen, woraufhin die Abonnenten diesen Titel nicht mehr spielen können. Diese Dienste können die Möglichkeit bieten, diese Titel zu erwerben und sie außerhalb des Abonnementdienstes zu spielen.

### Cloud Gaming
Dienste wie PlayStation Now, GeForce Now oder Google Stadia ermöglichen es Spielern, Spiele zu spielen, die auf entfernten Servern auf lokalen Geräten ausgeführt werden, wodurch die Notwendigkeit spezieller Konsolenhardware oder leistungsstarker PCs außerhalb der für die Internetkonnektivität erforderlichen Bandbreite entfällt. Diese funktionieren ansonsten ähnlich wie Spieldienste, indem die Bibliothek der verfügbaren Dienste je nach Dienst im Laufe der Zeit hinzugefügt oder entfernt werden kann.

### Mikrotransaktionen
Mikrotransaktionen stellen kostengünstige Käufe dar, verglichen mit den Kosten eines vollständigen Spiels oder eines großen Erweiterungspakets, die dem Käufer zusätzliche Inhalte in irgendeiner Form bieten. Die Art des Inhalts kann von zusätzlichen herunterladbaren Inhalten, neuen Karten und Levels für Multiplayer-Spiele, neuen Gegenständen, Waffen, Fahrzeugen, Kleidung oder anderer Ausrüstung für den Charakter des Spielers, Power-Ups und temporären Stärkungen, Währungen im Spiel und Elementen wie Lootboxen, die eine zufällige Auswahl an Gegenständen und Belohnungen bieten, abweichen. Oft sind diese Inhalte rein optisch, um ein Pay to win zu vermeiden und beziehen sich z. B. auf die Skins der Spielfigur oder der Gegenstände oder auf Emotes.
Spieler müssen diese Gegenstände nicht unbedingt mit realen Geldern kaufen, um sie zu erwerben. Der Design- und Finanzansatz eines Spiels, der darauf abzielt, einen kontinuierlichen Service zu bieten, zielt jedoch darauf ab, sicherzustellen, dass ein kleiner Teil der Spieler diese Inhalte sofort kauft, anstatt sie lange Zeit durch Grinden zu erhalten. Diese sogenannten „Wale“ bringen ausreichend Einnahmen, um die Weiterentwicklung neuer Inhalte zu unterstützen. Dieser Ansatz wird in der Regel bei Free-to-play-Spielen wie z. B. Candy Crush und League of Legends verwendet, um ihre Weiterentwicklung zu unterstützen, aber ebenso auch bei Vollpreis-Spielen wie Grand Theft Auto Online.

### Season Pässe und Downloadable Content
Spiele mit Season Pass bieten ein oder mehrere große Content-Updates bzw. Downloadable Content (DLC) im Laufe von etwa einem Jahr oder einer sogenannten „Season“. Die Spieler müssen sich in einen Season Pass einkaufen, um auf diese neuen Inhalte zugreifen zu können; das Spiel bleibt spielbar, wenn die Spieler den Season Pass nicht kaufen und von den Hauptverbesserungen des Spiels profitieren, aber sie können ohne diesen Inhalt nicht auf neue Karten, Waffen, Quests, Spielmodi oder andere Spielelemente zugreifen. Spiele wie Destiny und Anno 1800 verwenden z. B. dieses Season-Pass-Modell. Eines der ersten Spiele, das einen Season Pass verwendet hat, war L.A. Noire von Rockstar Games aus dem Jahr 2012. Electronic Arts veröffentlichte im August 2011 den Season Pass für EA Sports. Später wurde der Season Pass zum Standard von AAA-Online-Spielen. Einige Publisher veröffentlichen jedoch aufgrund der negativen Presse kostenlose DLCs. So wird ihnen unter anderem vorgeworfen, die Kunden durch Lockvogel-Angebote zu betrügen und zu manipulieren, um mehr Geld auszugeben für Dinge, die der Spieler eigentlich nicht gekauft hätte oder nicht weiß was in Zukunft kommt.

### Battle Pass
Ein verwandtes Konzept des Season Passes ist der Battle Pass, der neue Anpassungsoptionen und Belohnungen bietet, die ein Spieler verdienen kann, indem er Herausforderungen in einem Spiel besteht, aber nur, wenn er sich in den Battle Pass eingekauft hat. Der Trend wurde vor allem durch das Battle-Royale-Genre im Jahr 2017 als Alternative für die umstrittenen Lootboxen bestärkt. Das erste bekannte Beispiel für einen Titel mit Battle Pass ist Dota 2. Weitere bekannte Beispiele sind unter anderem:
- Fortnite
- PlayerUnknown’s Battlegrounds
- Ring of Elysium
- Apex Legends
- Dota Underlords
- Rocket League
- Dead by Daylight
- Tom Clancy’s Rainbow Six Siege

Spiele können eine oder mehrere dieser Formen kombinieren. Ein häufiges Beispiel sind Lifestyle-Spiele, die täglich wechselnde Inhalte bereitstellen, die den Spieler häufig mit einer Währung im Spiel belohnen, um neue Gegenstände zu kaufen (die ansonsten nur mit Echtgeld zu kaufen sind) und um Updates für das Gesamtspiel erweitert werden. Beispiele für solche Lifestyle-Spiele sind Destiny und viele MMORPGs wie World of Warcraft.

## Hauptgrund für die Etablierung des Modells
Der Hauptgrund für die Einführung von GaaS ist der finanzielle Aspekt, der einem Entwickler oder Publisher die Möglichkeit gibt, mehr Geld aus den Spielern herauszuholen als mit nur einer einzigen Verkauf einer Spieleversion (auch bekannt als „games as a product“). Auch wenn nicht alle Spieler bereit sind, zusätzliches Geld für neue Inhalte auszugeben, kann es von einer kleinen Anzahl von Spielern genügend Nachfrage geben, um das Servicemodell zu unterstützen. GaaS stellt weiterhin ein Mittel dar, mit dem Spiele ihren Ruf bei Kritikern und Spielern durch kontinuierliche Verbesserungen im Laufe der Zeit verbessern können, indem die Einnahmen aus der GaaS-Monetarisierung genutzt werden, um die weitere Entwicklung zu unterstützen und neue Verkäufe des Spiels zu generieren. Titel wie Diablo III und Tom Clancy’s Rainbow Six Siege sind positive Beispiele für Spiele, die GaaS anbieten, die ursprünglich mit mittelmäßiger Kritik released wurden, aber durch kontinuierliche Serviceverbesserungen deutlich positivere Resonanz erbrachten. Der Hersteller wird somit von den Spielern für die Qualitätsverbesserungen an den mit schlechter Qualität bereits frühzeitig in den Markt gebrachten Spielen bezahlt.
Während das Game as a Service Modell darauf abzielt, die Einnahmen zu steigern, zielte das Modell auch darauf ab, rechtliche Probleme im Zusammenhang mit Softwarelizenzen zu beseitigen, insbesondere das Konzept des Softwarebesitzes gegenüber der Lizenz. Die Rechtsprechung für Videospiele bleibt unklar, ob Einzelhandels- und physische Spielprodukte als Waren oder Dienstleistungen gelten. Wenn sie als Waren behandelt werden, erhalten die Käufer mehr Rechte, insbesondere diejenigen im Zusammenhang mit dem Erschöpfungsgrundsatz, die es ihnen erlaubt, diese Spiele weiterzuverkaufen oder zu handeln, was sich später auf die Verkaufserlöse an die Verlage auswirken kann. Die Branche ist allgemein der Ansicht, dass physische Spiele ein Service sind, der durch Endbenutzer-Lizenzverträge (EULA) durchgesetzt wird, um die Aktivitäten nach dem Verkauf einzuschränken, aber diese waren im Allgemeinen nicht durchsetzbar, da sie die Rechte der Verbraucher beeinträchtigen und zu Verwirrung in diesem Bereich führen. Stattdessen können Verlage und Entwickler durch den Übergang zu Games as a Service, bei denen ein klarer Service angeboten wird, ihre Werke eindeutig als Dienstleistungen und nicht als Waren etablieren. Dies gibt den Verlagen mehr Kontrolle über die Nutzung der Software und darüber, welche Maßnahmen die Nutzer durch eine durchsetzbare EULA ergreifen können, z. B. die Verhinderung von Sammelklagen.
GaaS soll die Softwarepiraterie reduzieren. Außerdem können bestimmte Spiele auf einem Cloud-Server gehostet werden, so dass keine Installation auf den Computern und Konsolen der Spieler erforderlich ist.

## Auswirkungen
Das Branchenanalyse-Unternehmen Digital River schätzte, dass bis 2016 25 % des Umsatzes von Spielen auf PCs aus der einen oder anderen Form von GaaS resultieren. Das Unternehmen argumentierte, dass dies auf Verbraucher zutrifft, die mehr von Spielen wollen, die ansonsten zum vollen Preis angeboten werden (60 US-Dollar zum Zeitpunkt des Berichts) oder nach Rabatten suchen werden, was den Markt für die Monetarisierung nach der Veröffentlichung reif macht. Mehrere große Verlage, darunter Square Enix, Ubisoft und Electronic Arts haben GaaS als einen wichtigen Schwerpunkt ihrer Produktlinien im Jahr 2017 identifiziert, während andere, wie Activision Blizzard und Take-Two Interactive, die Bedeutung der Unterstützung eines Spiels nach der Veröffentlichung für ihr finanzielles Ergebnis anerkennen. GaaS wird auch als eine sich entwickelnde Plattform für Indie-Videospiele angesehen, die häufig über eine breitere potenzielle Installationsbasis (über Computer, Konsolen und mobile Geräte) verfügen, aus der sie Serviceerlöse erzielen können.
Eine Studie von DFC Intelligence aus dem Jahr 2018 ergab, dass der Wert von Electronic Arts seit 2012 von 4 Milliarden US-Dollar auf 33 Milliarden US-Dollar gestiegen ist, während Activision Blizzard seinen Wert im gleichen Zeitraum von 20 Milliarden US-Dollar auf 60 Milliarden US-Dollar steigern konnte, wobei beide Steigerungen zum Teil auf die Verwendung des GaaS-Modells in ihrem Spielekatalog zurückzuführen sind. Electronic Arts hatte 2018 2 Milliarden US-Dollar aus GaaS-Transaktionen verdient.